# Tip O'Neill
Pour les articles homonymes, voir Thomas O'Neill et O'Neill.
Thomas Phillip O'Neill, Jr., dit Tip O'Neill, né le 9 décembre 1912 et mort le 5 janvier 1994, est un homme politique américain. Homme politique de gauche et membre du Parti démocrate, il a été durant sa carrière un membre influent du Congrès des États-Unis, député durant 34 ans de deux circonscriptions du Massachusetts à la Chambre des représentants. 
Il a été président de la Chambre des représentants de 1977 à 1987, année de sa retraite politique, ce qui en fait le président de la Chambre des représentants à la plus remarquable longévité de l'histoire des États-Unis après Sam Rayburn.
Il est l'auteur de l'expression « All politics is local (en) ».

## Caméo
Il joue son propre rôle dans la serie Cheers, épisode 18 de la saison 1 (1984).
Il joue son propre rôle dans le film Président d'un jour (1993).